# VascoNonStop
VascoNonStop è una raccolta antologica del cantautore italiano Vasco Rossi, pubblicata l'11 novembre 2016 dalla Universal Music Group.

## Descrizione
Contiene i maggiori successi (in ordine cronologico inverso) della carriera del cantautore, con l'aggiunta di quattro brani inediti. Oltre al primo singolo estratto Un mondo migliore, gli altri tre inediti contenuti nell'antologia sono Come nelle favole, L'amore ai tempi del cellulare e Più in alto che c'è.
Come nelle favole, prodotto da Celso Valli, è un brano d'amore scritto da Vasco Rossi, un pezzo acustico tramontato da archi e costeggiato da cori da stadio in cui trova posto un assolo di chitarra blues sotto un pianoforte elettrico. Più in alto che c'è, anch'esso prodotto da Celso Valli, è un brano scritto dal cantautore di Zocca per Dodi Battaglia e cantato in primis da lui nel suo album d'esordio da solista; in seguito Battaglia ha restituito il favore suonando nel brano proposto questa volta dal suo autore. L'amore ai tempi del cellulare è un pezzo rock campeggiato da riff e chitarre sognanti, prodotto da Saverio Principini e registrato e mixato a Los Angeles agli Speakeasy Studios da Marco Sonzini.
È stata pubblicata in edizione standard (4 CD o 7 LP, per un totale di 69 brani) e deluxe, quest'ultima costituita da otto CD, una riproduzione del CD singolo Gli angeli e due DVD.
Un'ulteriore edizione, dal titolo "Reloaded Edition" è stata pubblicata in abbinamento editoriale con TV Sorrisi e Canzoni. L'opera, composta da 15 uscite settimanali pubblicate a partire dal 20 giugno 2017, comprendeva sette CD, due DVD con i video, l'album L'altra metà del cielo, i doppi live Tutto in una notte - Live Kom 015 e Fronte del palco, il film Questa storia qua e il documentario "Il decalogo di Vasco".
Per la promozione della raccolta sono state tenute due tournée, VascoNonStop Live 2018 e VascoNonStop Live 2019.

## Tracce

### Edizione standard
CD 1
1. Un mondo migliore – 4:11
2. Come nelle favole – 4:13
3. L'amore ai tempi del cellulare – 3:04
4. Più in alto che c'è – 4:06
5. Sono innocente ma... – 3:42
6. Come vorrei – 4:15
7. Cambia-menti – 3:45
8. L'uomo più semplice (Reloaded) – 4:11
9. I soliti – 3:40
10. Manifesto futurista della nuova umanità – 3:53
11. Eh... già – 3:44
12. Ad ogni costo – 3:45
13. E adesso che tocca a me – 3:57
14. Gioca con me – 3:46
15. Il mondo che vorrei – 6:00
16. Basta poco – 4:34
17. E... – 3:29
18. Un senso – 4:07

CD 2
1. Buoni o cattivi – 3:30
2. Stupido hotel – 4:21
3. Ti prendo e ti porto via – 4:10
4. Siamo soli – 4:00
5. La fine del millennio – 4:35
6. Rewind – 3:58
7. Quanti anni hai – 4:44
8. L'una per te – 4:31
9. Io no – 5:21
10. Gli angeli – 6:20
11. Sally – 4:45
12. Mi si escludeva – 4:50
13. Senza parole – 4:42
14. ...Stupendo – 6:33
15. Delusa – 4:37
16. Vivere – 5:31

CD 3
1. Gli spari sopra (Celebrate) – 3:30
2. Guarda dove vai – 5:37
3. Ormai è tardi – 3:24
4. Domenica lunatica – 3:52
5. Liberi... liberi – 6:13
6. Non mi va – 4:32
7. Ciao – 5:18
8. Brava Giulia – 5:01
9. C'è chi dice no – 4:32
10. T'immagini – 3:55
11. Toffee – 5:11
12. Cosa succede in città – 4:00
13. Va bene, va bene così – 4:59
14. Portatemi Dio – 3:17
15. Una canzone per te – 3:12
16. Bollicine – 5:36
17. Vita spericolata – 4:44

CD 4
1. La noia – 4:23
2. Canzone – 4:13
3. Splendida giornata – 4:37
4. Ogni volta – 4:12
5. Vado al massimo – 4:02
6. Incredibile romantica – 4:19
7. Voglio andare al mare – 3:34
8. Siamo solo noi – 5:55
9. Anima fragile – 3:44
10. Susanna – 3:25
11. Non l'hai mica capito – 3:50
12. Sballi ravvicinati del 3º tipo – 5:10
13. La strega (la diva del sabato sera) – 4:44
14. Albachiara – 4:04
15. Fegato, fegato spappolato – 3:15
16. La nostra relazione – 3:01
17. Silvia – 3:32
18. Jenny è pazza – 7:13

### Edizione deluxe
CD 1
1. Un mondo migliore – 4:11
2. Come nelle favole – 4:13
3. L'amore ai tempi del cellulare – 3:04
4. Più in alto che c'è – 4:06
5. Il blues della chitarra sola – 3:04
6. Quante volte – 4:02
7. Guai – 4:19
8. Sono innocente ma... – 3:42
9. Come vorrei – 4:16
10. Dannate nuvole – 4:10
11. Cambia-menti – 3:45
12. L'uomo più semplice (Reloaded) – 4:11
13. I soliti – 3:40
14. Vivere o niente – 4:01
15. Stammi vicino – 5:21
16. Manifesto futurista della nuova umanità – 3:53
17. Vivere non è facile – 4:54

CD 2
1. Eh... già – 3:44
2. Ho fatto un sogno – 4:00
3. Sto pensando a te – 3:41
4. Ad ogni costo – 3:45
5. Colpa del whisky – 4:13
6. Vieni qui – 4:45
7. E adesso che tocca a me – 3:57
8. Gioca con me – 3:46
9. Il mondo che vorrei – 6:00
10. La compagnia – 5:12
11. Basta poco – 4:34
12. Rock 'n' roll show – 3:40
13. Anymore – 4:28
14. Señorita – 3:39
15. E... – 3:29
16. Un senso – 4:08

CD 3
1. Come stai – 4:20
2. Buoni o cattivi – 3:30
3. Io ti accontento – 3:48
4. Tu vuoi da me qualcosa – 4:24
5. Standing ovation – 4:55
6. Stupido hotel – 4:21
7. Ti prendo e ti porto via – 4:10
8. Siamo soli – 4:00
9. La fine del millennio – 4:35
10. Rewind – 3:58
11. E il mattino – 3:28
12. Quanti anni hai – 4:44
13. L'una per te – 4:31
14. Io no – 5:21
15. Un gran bel film – 5:29
16. Gli angeli – 6:20

CD 4
1. Sally – 4:45
2. Mi si escludeva – 4:50
3. Praticamente perfetto – 3:36
4. Senza parole – 4:42
5. ...Stupendo – 6:33
6. Delusa – 4:37
7. Gabri – 4:33
8. Hai ragione tu – 4:19
9. Lo show – 5:06
10. Vivere – 5:31
11. Gli spari sopra (Celebrate) – 3:30
12. Se è vero o no – 4:09
13. Guarda dove vai – 5:38
14. Ormai è tardi – 3:24
15. Tango... (della gelosia) – 3:07
16. ..Muoviti! – 5:04

CD 5
1. Domenica lunatica – 3:52
2. Liberi... liberi – 6:13
3. Vivere una favola – 5:27
4. Ridere di te – 5:37
5. Non mi va – 4:32
6. Ciao – 5:18
7. Brava Giulia – 5:01
8. C'è chi dice no – 4:32
9. T'immagini – 3:55
10. Toffee – 5:11
11. Cosa c'è – 4:54
12. Dormi, dormi – 3:38
13. Cosa succede in città – 4:00
14. Va bene, va bene così – 4:59
15. Deviazioni – 4:35
16. Giocala – 5:23

CD 6
1. Portatemi Dio – 3:17
2. Una canzone per te – 3:12
3. Bollicine – 5:36
4. Vita spericolata – 4:44
5. Sono ancora in coma – 2:58
6. Credi davvero – 4:50
7. La noia – 4:23
8. Canzone – 4:13
9. Splendida giornata – 4:37
10. Ogni volta – 4:12
11. Vado al massimo – 4:02
12. Dimentichiamoci questa città – 4:20
13. Ieri ho sgozzato mio figlio – 3:22
14. Brava – 3:40
15. Incredibile romantica – 4:19
16. Voglio andare al mare – 3:34
17. Siamo solo noi – 5:55

CD 7
1. Alibi – 5:30
2. Asilo "Republic" – 1:48
3. Anima fragile – 3:44
4. Susanna – 3:25
5. Colpa d'Alfredo – 4:57
6. Non l'hai mica capito – 3:50
7. Va be' (se proprio te lo devo dire) – 3:09
8. Sballi ravvicinati del 3º tipo – 5:10
9. La strega (la diva del sabato sera) – 4:44
10. (Per quello che ho da fare) faccio il militare – 4:31
11. Albachiara – 4:04
12. Fegato, fegato spappolato – 3:15
13. Ambarabaciccicoccò – 4:00
14. ...E poi mi parli di una vita insieme – 4:27
15. La nostra relazione – 3:01
16. Silvia – 3:32
17. Jenny è pazza – 7:13

CD 8
1. Sono innocente ma... (DJ Ross & Alessandro Viale Extended Remix)
2. L'uomo più semplice (Tommy Vee & Keller Remix)
3. Colpa del whisky (Outwork Radio Edit)
4. Gioca con me (Samuele Sartini Radio Edit)
5. Manifesto futurista della nuova umanità (Alex Gaudino & Jason Rooney Manifesto Radio Edit)
6. Basta poco (Bloom 06 Remix Radio Edit)
7. Cosa vuoi da me (Molella Radio Mix)
8. Buoni o cattivi (Remix By Scalambrin)
9. Io ti accontento (Sigmatibet Radio Mix)
10. Ti prendo e ti porto via (Molella Remix)
11. Rewind (DJ Dado FM First Cut)
12. Io perderò (Space Mix)
13. Praticamente perfetto (Radio Mix)
14. Mi si escludeva (Hairdresser Mix)
15. Senza parole (Let the Guitar Play Mix)
16. Delusa (Mode Mix Remixed by U.S.U.R.A.)
17. Gli spari sopra (Hard Attack Mix)

## Formazione
I crediti sono relativi ai brani inediti contenuti nel primo CD.
Musicisti
- Vasco Rossi – voce
- Celso Valli – arrangiamento, sintetizzatore, tastiera e pianoforte (eccetto traccia 3)
- Paolo Valli – batteria (eccetto traccia 3)
- Massimo Varini – chitarra acustica ed elettrica (eccetto traccia 3)
- Mattia Tedesco – chitarra acustica ed elettrica
- Giordano Mazzi – programmazione, tastiera e cori (eccetto traccia 3)
- Carlotta Cortesi – cori (traccia 1)
- Danilo Pavarelli – cori (traccia 1)
- Claudio Golinelli – basso (tracce 2 e 4)
- Valentino Corvino – violino e viola (tracce 2 e 4)
- Sebastiano Severi – violoncello (traccia 2)
- Annalisa Giordano – cori (traccia 2)
- Saverio "Sage" Principini – arrangiamento, basso, sintetizzatore, programmazione e cori (traccia 3)
- Matt Laug – batteria (traccia 3)
- Simone Sello – chitarra elettrica e sintetizzatore (traccia 3)
- Carolina Cerisola – voce narrante (traccia 3)
- Cristian Lisi – programmazione e tastiera (traccia 4)
- Vittorio Piombo – violoncello (traccia 4)

Produzione
- Celso Valli – produzione (eccetto traccia 3)
- Vasco Rossi – produzione
- Marco Borsatti – registrazione e missaggio (eccetto traccia 3)
- Gavin Lurssen – mastering (eccetto traccia 3)
- Saverio "Sage" Principini – produzione, registrazione e missaggio (traccia 3)
- Marco Sonzini – registrazione e missaggio (traccia 3)
- Reuben Cohen – mastering (traccia 3)

## Classifiche

### Classifiche settimanali
| Classifica (2016) | Posizione massima |
| ----------------- | ----------------- |
| Italia            | 1                 |
| Svizzera          | 18                |

### Classifiche di fine anno
| Classifica (2016) | Posizione |
| ----------------- | --------- |
| Italia            | 4         |
| Classifica (2017) | Posizione |
| Italia            | 8         |
| Classifica (2018) | Posizione |
| Italia            | 60        |
| Classifica (2019) | Posizione |
| Italia            | 69        |